# Удсток (фестивал)
Вижте пояснителната страница за други значения на Удсток.
Удсток (на английски: Woodstock) е легендарен фестивал, състоял се в местността Уайт Лейк край градчето Бетъл, на 69 километра югозападно от град Уудсток, в щата Ню Йорк на 15, 16 и 17 август 1969 г. Фестивалът е популярен като известна проява, свързана с хипи движението.
По-късни фестивали със същото име се провеждат в щата през 1979, 1989, 1994, 1999 и 2009 г., като включват изпълнители от различни музикални жанрове.

## Първи фестивал
Фестивалът през 1969 г. се провежда на площ от 2400 дка във фермата на Макс Ясгур. Фестивалът е трябвало да се проведе в градчето Удсток, но местните жители се възпротивяват и Макс Ясгур предоставя фермата си като резервен вариант.
Въпреки че организаторите са продали около 50 000 билета, на Удсток пристигат над 450 000 души. Поради това тоалетните и палатките за първа помощ се оказват недостатъчно. Присъстващите делят храната и водата си, в духа на хипи времето. Въпреки огромната тълпа няма случаи на насилие. По време на фестивала умират 3 души – от свръхдоза, от спукан апендикс и от случайно прегазване с трактор.
Фестивалът „Удсток“ представлява кулминация на протеста на младото поколение срещу догмите и предразсъдъците на обществото, и на хипи движението през 1960-те години.
На фестивала участват групите „Блъд, Сует енд Тиърс“, Джо Кокър, „Крийдънс Клиъруотър Ривайвъл“, „Кросби, Стилс, Неш енд Йънг“, „Грейтфул Дед“, Джими Хендрикс, Джанис Джоплин, „Джеферсън Еърплейн“, Сантана, Рави Шанкар, „Дъ Ху“ и много други. 

## Следващи фестивали
Първото издание на фестивала добива световна известност, като отделни кадри от заснетия филм добиват емблематичен статус. Оттогава на всяка 10-а година (и на 25-а) се правят опити събитието да бъде повторено.

### Удсток през 1999 г.
Фестивалът от 1999 г., който се провежда край Ром (на около 300 км от първоначалното местоположение), остава в историята като един от най-бруталните Удсток фестивали: разгневени тълпи подпалват съоръжения на фестивала, съобщено е за 4 изнасилвания и други прояви на насилие и вандализъм. Като причини се сочат високите цени на билетите ($160), проблеми с хигиената (преливащи тоалетни), замърсена и недостатъчна вода, изтекла информация, че мястото, където се провежда фестивалът, е радиоактивно и други.

### Героите на Удсток (2009)
„Героите на Удсток“ е името на възпоменателно турне с 15 концертни дати. На 15 август 2009 г. концертът се провежда на мястото на първия фестивал. Между „ветераните“, свирили онази вечер, са Mountain, Jefferson Starship, Ten Years After, Canned Heat, Биг Брадър енд дъ Холдинг Къмпани, Country Joe McDonald, Levon Helm Band.

## Галерия
- Откриването на фестивала
- Първият ден е дъждовен
- Двама хипари на Удсток
- Джо Кокър на фестивала
- 18 август 1969 г. близо до Удсток
- Ричи Хейвънс на Удсток
- Палатки и коли на зрителите на фестивала